# Pleasure P
Pleasure P, nome d'arte di Marcus Ramone Cooper (Miami, 27 dicembre 1984), è un cantante e compositore statunitense di musica R&B/Hip hop.
Prima di iniziare la propria carriera da solista, è noto per essere stato un membro della boy band R&B Pretty Ricky
Nel 2008 ha pubblicato il suo singolo di debutto, "Did You Wrong", che è riuscito velocemente ad entrare nella classifica Billboard Hot 100, e pur avendo raggiunto solamente la 90ª posizione delle classifiche statunitensi ha ottenuto un discreto successo, riuscendo ad entrare anche nelle classifiche R&B ed Airplay. Il suo album di debutto, The Introduction of Marcus Cooper, è uscito il 9 giugno 2009. Il disco era in procinto di essere pubblicato nel gennaio del medesimo anno, ma è stato rinviato più volte. La sua carriera ha subito una spinta dopo la sua partecipazione al singolo "Shone" del rapper Flo Rida, estratto dall'album "R.O.O.T.S." di quest'ultimo.

## Discografia

### Album
- 2009: The Introduction of Marcus Cooper
- 2010: Suppertime

### Partecipazioni
| Year | Single                                         | Posizioni in classifica | Posizioni in classifica | Album             |
| Year | Single                                         | US                      | US R&B                  | Album             |
| ---- | ---------------------------------------------- | ----------------------- | ----------------------- | ----------------- |
| 2009 | "Hunt 4 U" (Teairra Marí feat. Pleasure P)     | -                       | 123                     | At That Point     |
| 2009 | "Shone" (Flo Rida feat. Pleasure P)            | 57                      | 81                      | R.O.O.T.S.        |
| 2009 | "Aloha" (Fat Joe feat. Pleasure P & Rico Love) | -                       | 100                     | J.O.S.E. 2        |
| 2009 | "Hands On You" (Juvenile feat. Pleasure P)     | -                       | -                       | Cocky & Confident |